# Ritratto dell'Armada
Il cosiddetto Ritratto dell'Armada (The Armada Portrait) è un dipinto allegato di artista ignoto, realizzato nel tardo XVI secolo ed eseguito con la tecnica dell'olio su tela. Vi è rappresentata Elisabetta I d'Inghilterra: l'opera celebra la vittoria della marina inglese sull'Invincibile Armada di Filippo II di Spagna, avvenuta nel 1588. In passato è stato attribuito da diversi critici a George Gower. Si trova conservato presso la Woburn Abbey. 

## Descrizione
Si tratta di un'opera notevole in quanto l'artista ha realizzato un ritratto a grandezza naturale della regina inserendola in un contesto allegorico: nonostante la sovrana si trovi in una delle sue residenze, le finestre della stanza si aprono sullo scontro tra le flotte (che avvenne al largo di Gravelines, città portuale del nord della Francia), mostrandone due diverse fasi. I pittori inglesi in questo periodo si riallacciavano ancora alle illustrazioni dei codici fiamminghi medievali, ignorando invece le nuove tendenze artistiche diffusesi nell'area dell'Europa rimasta cattolica, fondate sull'unità del tempo e dello spazio.
La poltrona su cui è seduta Elisabetta, che appare ingioiellata e sfarzosamente abbigliata, può essere vista da due diverse angolazioni, così come i tavoli a sinistra. La regina volta le spalle alla battaglia, con un'aria visibilmente soddisfatta: nello sfondo a sinistra le navi inglesi minacciano la flotta spagnola, mentre a destra l'Invincibile Armada viene scagliata dalla tempesta contro gli scogli. Elisabetta appoggia la mano destra su un globo, come a ribadire il dominio inglese sui mari d'Europa e la felice politica espansionistica nel Nuovo Mondo. Nella stanza è presente una sirena scolpita su legno, che la sovrana sembra ignorare: potrebbe essere un'allusione a una personalità femminile sconfitta da Elisabetta, forse la cugina scozzese Maria Stuarda, giustiziata l'anno prima dello scontro navale, sempre nel contesto militare e politico che vedeva l'Europa cattolica contrapposta a quella protestante e anglicana.

## Altre versioni
Esistono due varianti dell'opera, entrambe meno curate nei particolari e di dimensioni minori: l'una, tagliata ai lati, si trova alla National Portrait Gallery di Londra; l'altra, fino al 2016 presso una proprietà privata, è esposta alla Queen's House di Greenwich. Anche per il quadro conservato nella National Portrait Gallery è stato fatto il nome di Gower.

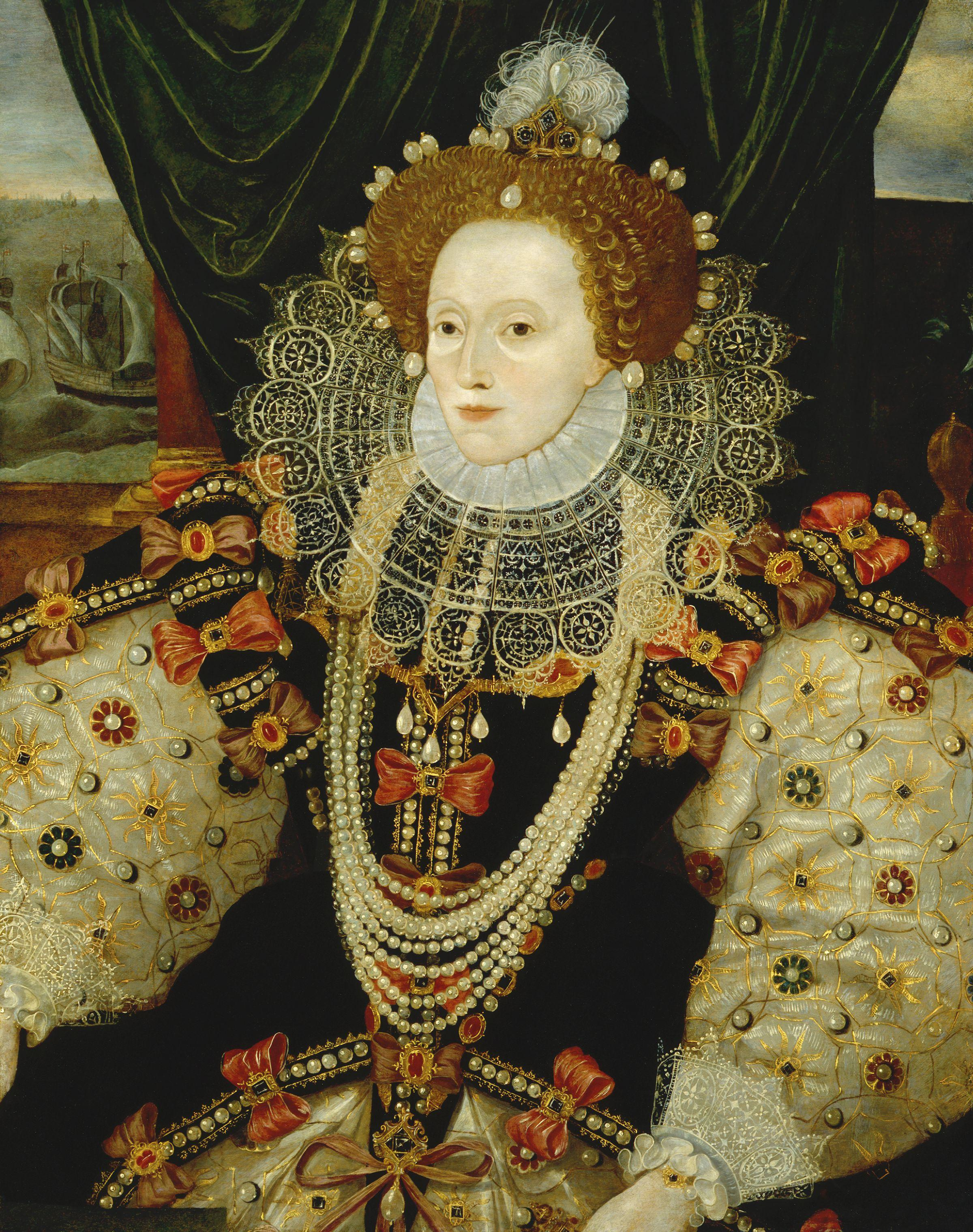
Versione della National Portrait Gallery
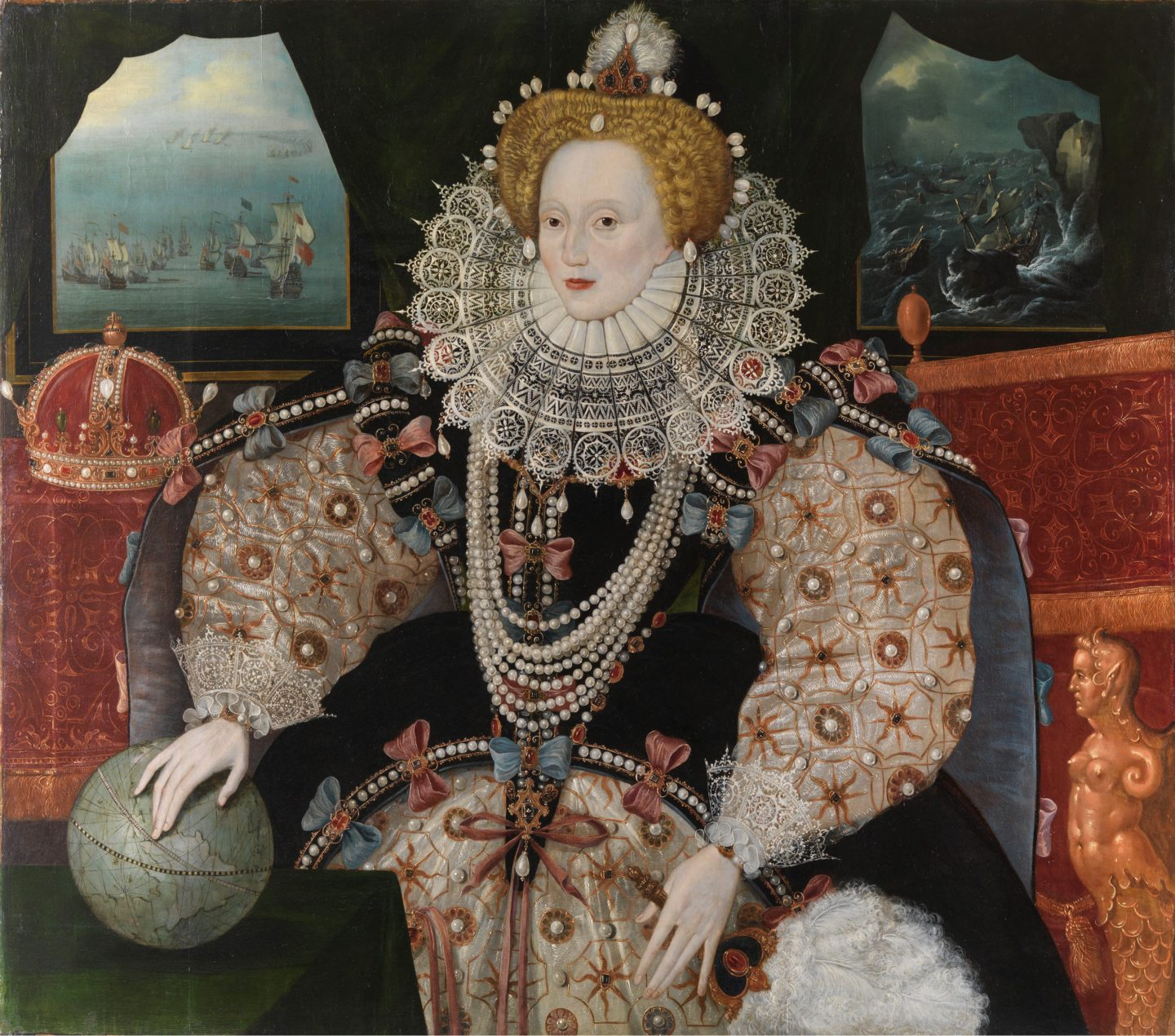
Versione della Queen's House

Le tre tele sono state eccezionalmente esposte insieme nel febbraio del 2020 alla Queen's House.